# Þorsteinn Ingólfsson
Þorsteinn Ingólfsson est le fils d'Ingólfr Arnarson, le premier colon islandais, et fondateur de Kjalarnesþing (« thing de Kjalarnes »), l'assemblée locale viking islandaise qui sera à l'origine du processus de fondation de l'État libre islandais, à la fin de la colonisation de l'Islande, vers 930,.